# 紅鰭方口魮
紅鰭方口魮（学名：Cosmochilus cardinalis）为輻鰭魚綱鯉形目鲤科的其中一種，分布於亞洲中國雲南省瀾滄江流域，本魚身體銀白色，灰白色背面而且有略微金的微弱閃光;所有的鰭紅色，在背鰭與臀鰭的外部邊緣上但是有一個狹窄的黑色邊緣。頭部小與吻鈍的;觸鬚 2 對;在眼後面的頭長長度超過吻尖長，體長可達32.6公分，棲息在底層水域。
其种加词“cardinalis”意为“深红色的”（来源于红衣主教的长袍颜色）。